# New Orleans Saints 1979
La stagione 1979 dei New Orleans Saints è stata la 13ª della franchigia nella National Football League. La squadra terminò con 8 vittorie e 8 sconfitte, al secondo posto della propria division, mancando i playoff per il 13º anno consecutivo. Fu la prima stagione della storia della franchigia che la squadra non ebbe più sconfitte che vittorie.

## Roster
| Roster dei New Orleans Saints nel 1979 |
| --- |
| Quarterback - 11 Ed Burns - 8 Archie Manning Running Back - 34 Tony Galbreath FB - 45 Jack Holmes - 42 Chuck Muncie - 33 Mike Strachan Wide Receiver - 89 Wes Chandler - 82 Ike Harris - 84 Rich Mauti - 83 Tinker Owens Tight End - 85 Henry Childs - 87 Larry Hardy - 88 Brooks Williams Offensive Linemen - 66 Conrad Dobler G - 61 Roger Finnie T - 62 John Hill C - 64 Dave Lafary G - 68 Fred Sturt G - 71 J.T. Taylor T - 65 Robert Woods T - 79 Emanuel Zanders G Defensive Linemen - 63 Barry Bennett DE - 73 Joe Campbell DE - 72 Mike Fultz DT - 78 Elois Grooms DE - 74 Derland Moore DT - 75 Elex Price DT - 60 Don Reese DE Linebacker - 50 Ken Bordelon - 58 Joe Federspiel - 54 Pat Hughes - 52 Jim Kovach - 56 Reggie Mathis - 57 Jim Merlo Defensive Back - 27 Ray Brown S - 26 Clarence Chapman CB - 20 Eric Felton CB - 21 David Gray - 49 Ralph McGill CB - 37 Tom Myers FS - 22 Ricky Ray - 48 Don Schwartz Special Team - 17 Rick Partridge P - 1 Garo Yepremian K |
| Legenda - I rookie sono in corsivo. - Il primo ruolo è il principale mentre gli eventuali successivi indicano i ruoli secondari. - (IR) sta per Injured Reserve ed indica la lista ristretta per un solo giocatore infortunato che può tornare ad allenarsi dopo la settimana 6 e a rientrare in prima squadra dopo che questa ha giocato 8 partite. - (NF-Inj.) / (NF-Ill.) stanno rispettivamente per Non-Football Injured e Non-Football Illness ed indicano le liste dove viene inserito un giocatore che ha un infortunio o una malattia non dipendente dal football americano. - (PUP) sta per Physically Unable to Perform ed indica la lista dove viene inserito un giocatore mentre è in attesa di recuperare la condizione fisica. Nella stagione regolare dopo la sesta partita giocata dalla propria squadra, il giocatore ha tempo tre settimane per riprendere ad allenarsi, più tre settimane aggiuntive dal suo rientro agli allenamenti per rientrare in prima squadra.  |

## Calendario
| Stagione regolare |                         |           |
| Turno             | Avversario              | Risultato |
| 1                 | Atlanta Falcons         | S 40–34   |
| 2                 | at Green Bay Packers    | S 28–19   |
| 3                 | Philadelphia Eagles     | S 26–14   |
| 4                 | at San Francisco 49ers  | V 30–21   |
| 5                 | New York Giants         | V 24–14   |
| 6                 | Los Angeles Rams        | S 35–17   |
| 7                 | at Tampa Bay Buccaneers | V 42–14   |
| 8                 | Detroit Lions           | V 17–7    |
| 9                 | at Washington Redskins  | V 14–10   |
| 10                | at Denver Broncos       | S 10–3    |
| 11                | San Francisco 49ers     | V 31–20   |
| 12                | at Seattle Seahawks     | S 38–24   |
| 13                | at Atlanta Falcons      | V 37–6    |
| 14                | Oakland Raiders         | S 42–35   |
| 15                | San Diego Chargers      | S 35–0    |
| 16                | at Los Angeles Rams     | V 29–14   |

## Classifiche
| NFC West            |   |    |   |      |     |      |     |     |     |
|                     | V | S  | P | %    | DIV | CONF | PF  | PS  | STR |
| Los Angeles Rams(3) | 9 | 7  | 0 | .563 | 5–1 | 7–5  | 323 | 309 | S1  |
| New Orleans Saints  | 8 | 8  | 0 | .500 | 4–2 | 8–4  | 370 | 360 | V1  |
| Atlanta Falcons     | 6 | 10 | 0 | .375 | 2–4 | 5–7  | 300 | 388 | V1  |
| San Francisco 49ers | 2 | 14 | 0 | .125 | 1–5 | 2–10 | 308 | 416 | S1  |